# Kaii Yoshida
Kaii Yoshida (jap. 吉田海偉 Yoshida Kaii; ur. 16 maja 1981) – japoński tenisista stołowy, brązowy medalista mistrzostw świata, olimpijczyk z Pekinu. Po małżeństwie zmienił nazwisko na Konishi.
Jest sponsorowany przez japońską firmę tenisa stołowego Butterfly. W 2009 r. w rozgrywanych w Japonii mistrzostwach świata doszedł do ćwierćfinału, gdzie uległ Wang Hao 1:4.
- miejsce w światowym rankingu ITTF: 23[1]

- styl gry: praworęczny, obustronny, szybki atak topspinowy z nastawieniem na forhend blisko stołu
- rodzaj trzymania rakietki: styl piórkowy

Sprzęt:
- deska: Yoshida Kaji
- okładziny: Tenergy 64 (grubość podkładu: 2.1mm; po obu stronach)